# Jeune marié
Pour les articles homonymes, voir Jeunes Mariés, Le Jeune Marié et La Jeune Mariée.

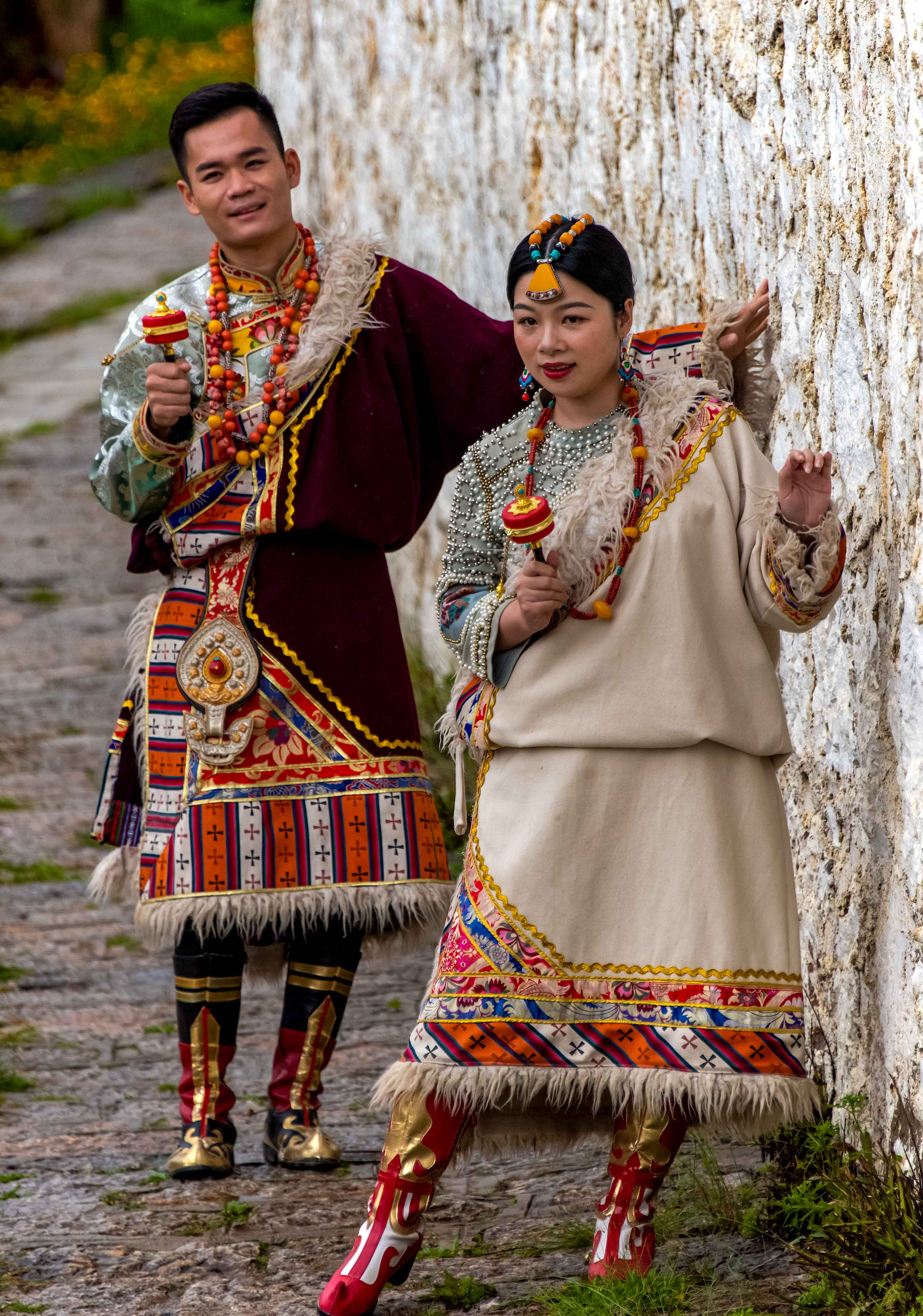

Les jeunes mariés sont des personnes qui se sont mariées il y a peu de temps. La période au cours de laquelle un couple marié est considéré comme « jeune » varie, mais diverses études en sciences sociales estiment que cela peut aller jusqu'à quatre ans après le mariage[réf. souhaitée].